# Кремлинген
Кремлинген (нем. Cremlingen) — община в Германии, в земле Нижняя Саксония.
Входит в состав района Вольфенбюттель. Население составляет 12 744 человека (на 31 декабря 2010 года). Занимает площадь 59,25 км².

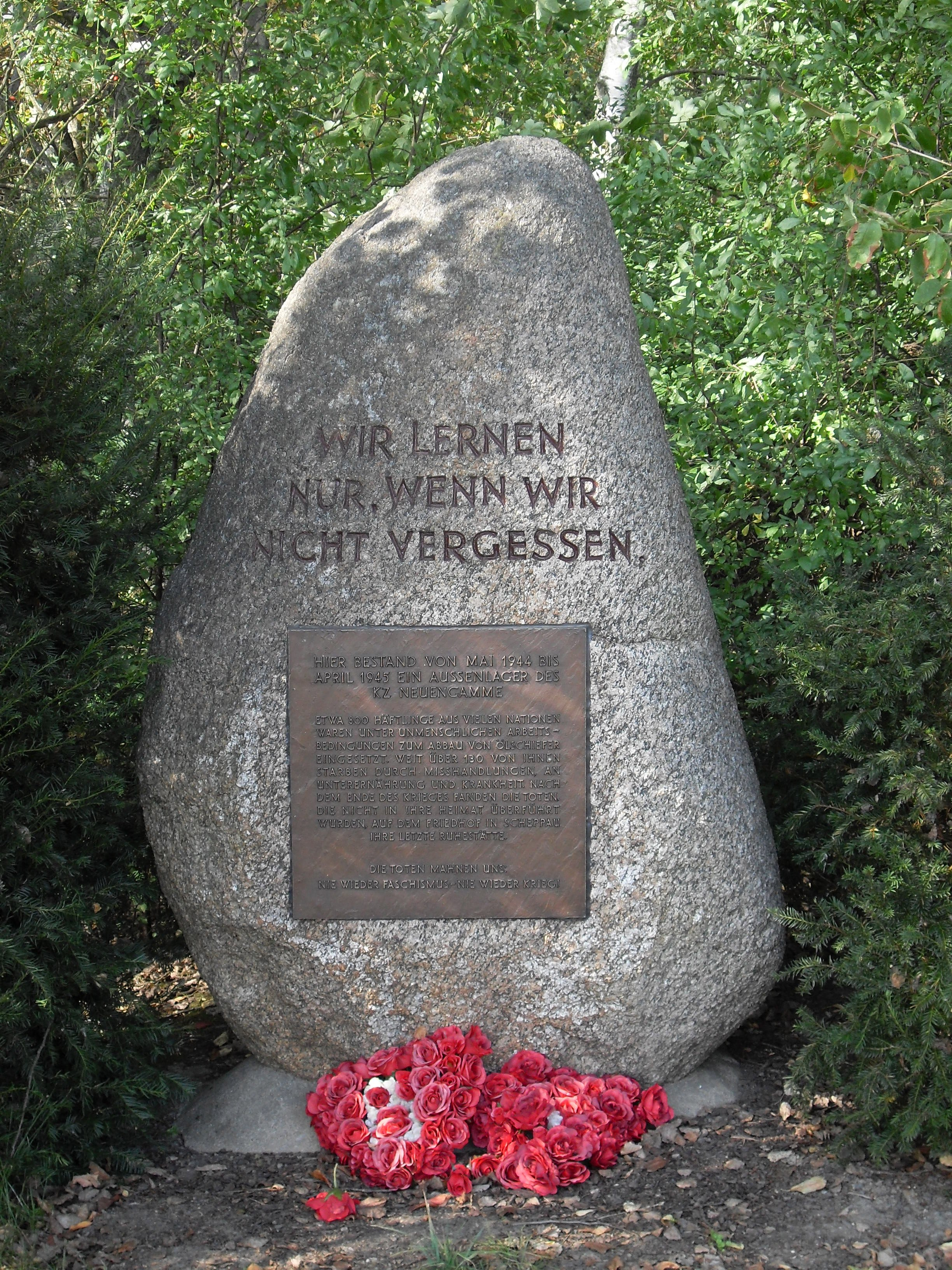
Каменный памятник на месте бывшего концлагеря

С 8 мая 1944 г. по 12 апреля 1945 г. в квартале Шандела был создан концлагерь, подлагерь концлагеря Нойенгамме.
| Год  | Население |
| ---- | --------- |
| 1990 | 11 151    |
| 1995 | 11 473    |
| 2000 | 11 961    |
| 2005 | 12 795    |
| 2010 | 12 816    |